# Naturschutzgebiet Altläufe der Glatt
Das Naturschutzgebiet Altläufe der Glatt ist eine Reliktzone der ursprünglichen Flusslandschaft an der Glatt im Kanton Zürich und ein wertvoller Naturraum, der durch gesetzliche Erlasse des Kantons und des Bundes geschützt ist. Mit der Verordnung zum Schutze der Altläufe der Glatt vom 27. August 1970 legte der Regierungsrat des Kantons Zürich die Ausdehnung und das Regelwerk für das Kerngebiet in den Gemeinden Rümlang und Oberglatt fest. Das Gebiet «Giessen/Solachten» auf der linken Seite des Glattkanals wurde vom Kanton 1986 dem Naturschutz unterstellt. Die ganze Zone ist zudem durch verschiedene Bundesinventare als Naturfläche von nationaler Bedeutung ausgewiesen.

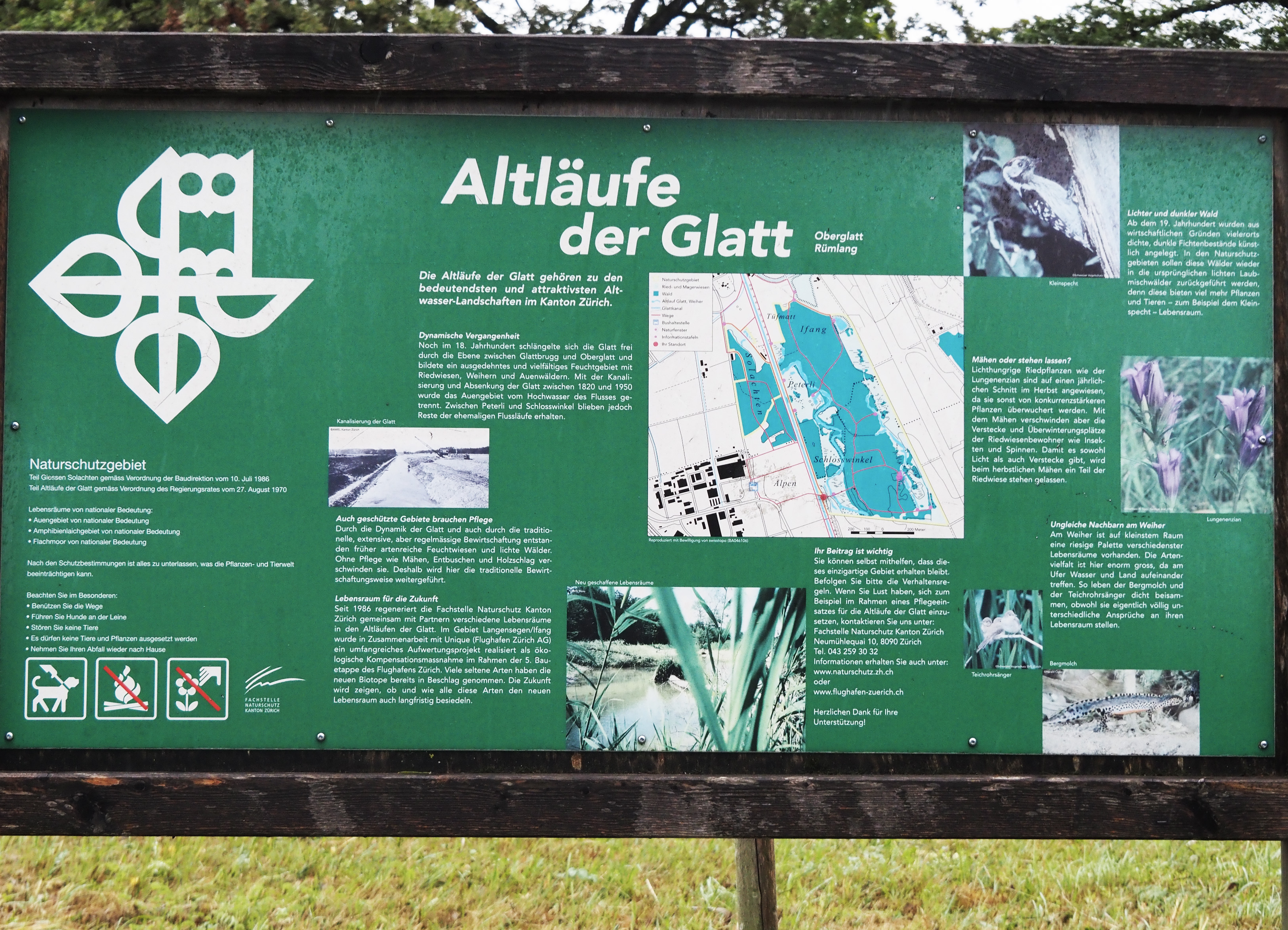
Informationstafel

## Geografie

### Lage
Das etwa 140 Hektar grosse Gebiet «Altläufe der Glatt» und seine naturnahe Umgebung liegen am Unterlauf der Glatt nördlich der Ortschaft Rümlang und südöstlich von Oberglatt in einer etwa zwölf Quadratkilometer grossen Ebene auf der Höhe von 419 m. Ein grosser Teil der früheren Sumpflandschaft zwischen Glattbrugg, Kloten und Oberglatt wurde für den Flughafen Zürich trockengelegt und mit dem Pistensystem überbaut.

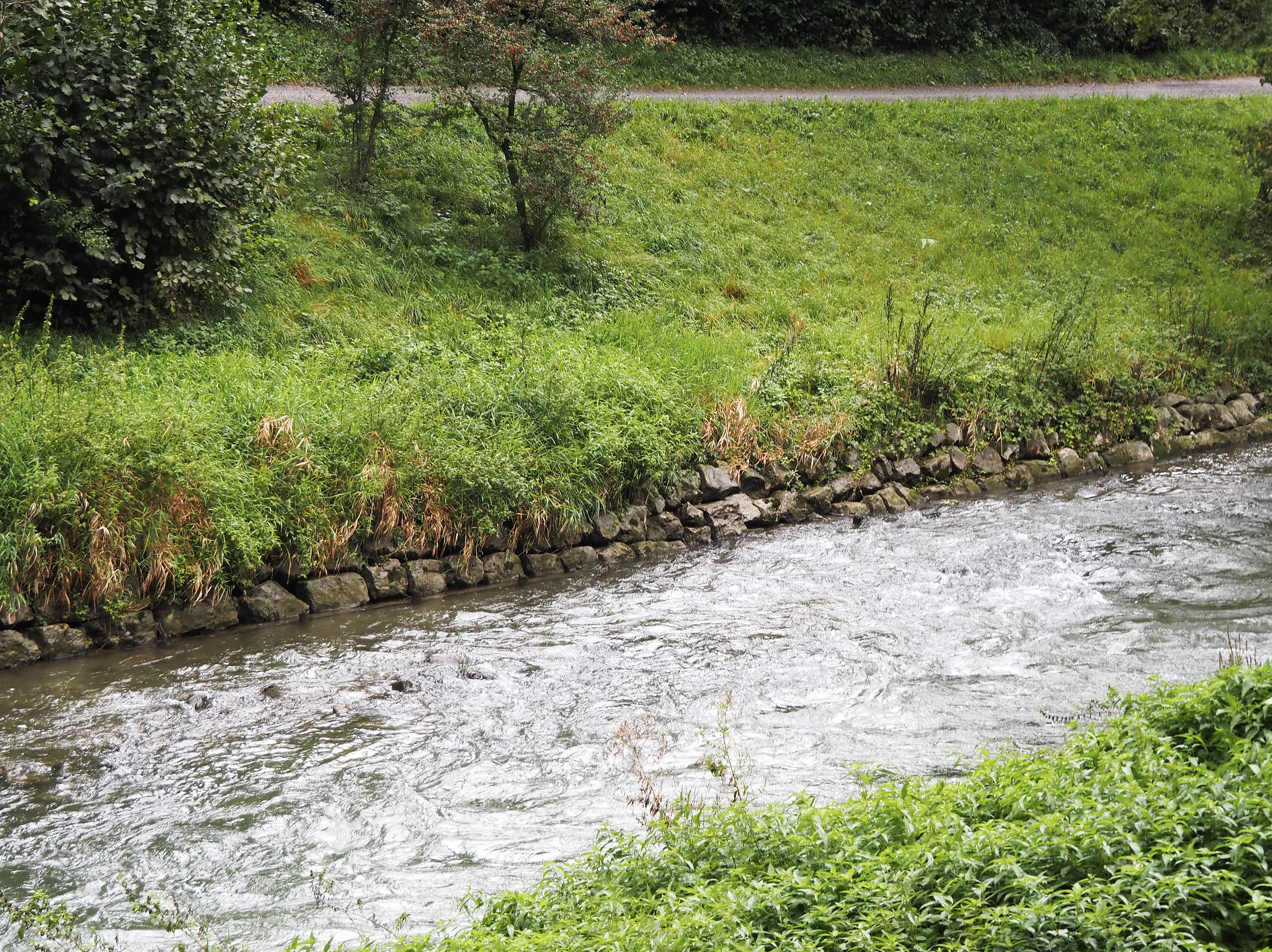
Glattkanal mit Uferbefestigung

Das ursprüngliche kantonale Schutzgebiet erstreckt sich über eine Länge von 1,5 Kilometern zwischen dem künstlich angelegten, schnurgeraden Glattkanal im Westen und dem Flughafengelände im Osten. Start- und Landebahnen und Rollwege befinden sich südlich und östlich nahe am Schutzgebiet und sind von diesem durch einen hohen Sicherheitszaun getrennt, der auch für grössere Tiere ein Hindernis darstellt. Die Ebene westlich des Glattkanals wird mit Ausnahme des Waldschutzgebiets «Solacht» (oder «Solachten») landwirtschaftlich genutzt. Im Südwesten entstand seit den 1960er Jahren ein ausgedehntes Gewerbegebiet von Rümlang. Zwischen dem Schutzgebiet, dem Flughafengelände und dem Gewerbegebiet liegt die Landwirtschaftszone mit den Fluren «Alpen» und «Schoren». Durch das Waldgebiet «Solacht» und das Naturreservat führt eine unterirdische Hochdruckleitung der Erdgas Ostschweiz AG, die im Gebiet «Alpen» eine Druckausgleichsstation betreibt. Auf dem landwirtschaftlichen Grundstück «Schoren» plant der Flughafen Zürich die Verlängerung der Piste 28, worüber das Zürcher Stimmvolk in einer Volksabstimmung vom 3. März 2024 entscheidet.
In etwa parallel zum Glattkanal verläuft auf der Westseite des Waldes «Solacht» die Oberglatter- bzw. Rümlangstrasse an der Westgrenze des Schutzgebiets. Die Kaiserstuhlstrasse (Hauptstrasse 348) und die Bahnlinie von Zürich nach Bülach liegen weiter im Westen am Rand der Ebene. Im Norden schliessen an das Moorgebiet die Fluren «Tüfmatt», «Langwisli» und das beim Ausbau der Flughafenanlagen in den 1990er Jahren entstandene Hügelgebiet «Lachenwis» an.

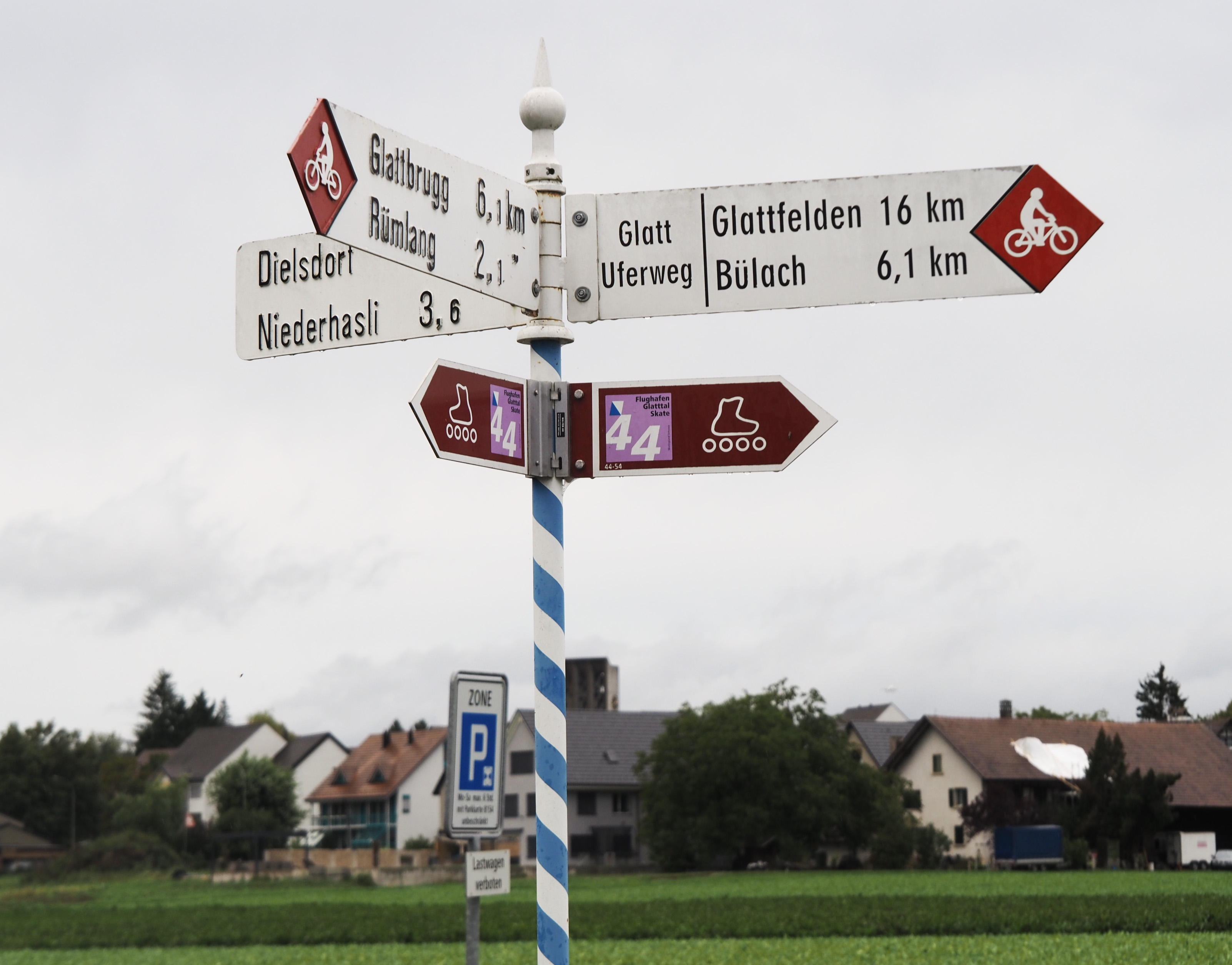
Wegweiser neben dem Gebiet «Giessen»

Auf ehemalige Altläufe der Glatt gehen zwei etwas tiefere Zonen mit den Fluren «Püntenwiesen», «Schlosswinkel» und «Peterli» nahe am Glattkanal und dem Feuchtgebiet «Langensegen» auf der Ostseite des Schutzgebiets zurück. In den früher von der Glatt durchströmten Senken liegen zwischen Riedwiesen, Flachmoor und Auwald viele Tümpel und Weiher. Auf dem Streifen in der Mitte des Schutzgebiets steht ein Wald mit den Bereichen «Gstöck», «Niedertann», «Oberstholz», «Sandholz» und «Trüebhölzli». Als Verlängerung des alten Glattlaufs im «Peterli» ist links des Glattkanals die feuchte Senke mit dem Gewässernamen «Giessen» erhalten, der an dort früher vorhandene Quellaufstösse erinnert. Im Giessen befindet sich die Anlage des Naturistenvereins «Sonnenbad Rehwinkel».
Zum dichten Netz der Wirtschaftswege in der Ebene gehören zwei Brücken über die Glatt im Süden des Naturschutzgebiets. Die Waldstrassen beidseits des Glattkanals sind als offizielle Wanderwege bezeichnet und ein weiterer Wanderweg durchquert den Wald im Schutzgebiet. Dem Fluss entlang verlaufen der als Route für Personen mit eingeschränkter Mobilität gestaltete «Flughafen-Rundweg» und die von SchweizMobil ausgeschilderte Veloroute 29 von Glattfelden nach Zürich. Die Flughafen-Glatttal-Skateroute 44 führt dagegen auf der befestigten Fahrbahn westlich am Waldgebiet «Solacht» vorbei.

### Landschaftsgeschichte
Die Ebene entstand nach der letzten Eiszeit südlich einer Endmoräne des Rhein-Linthgletschers und wies bis zum 20. Jahrhundert sehr grosse Sumpfgebiete auf. Das Allmendland der umliegenden Gemeinden wurde extensiv als Streu- und Moorwiese genutzt. Die Glatt durchquerte die Ebene langsam strömend mit Verzweigungen und vielen Schlaufen; bei Hochwasser war die Allmend von Rümlang oft überschwemmt. Der Aufstau der Mühlen von Rümlang und Oberglatt verstärkte die schädlichen Folgen der Hochwasser noch.

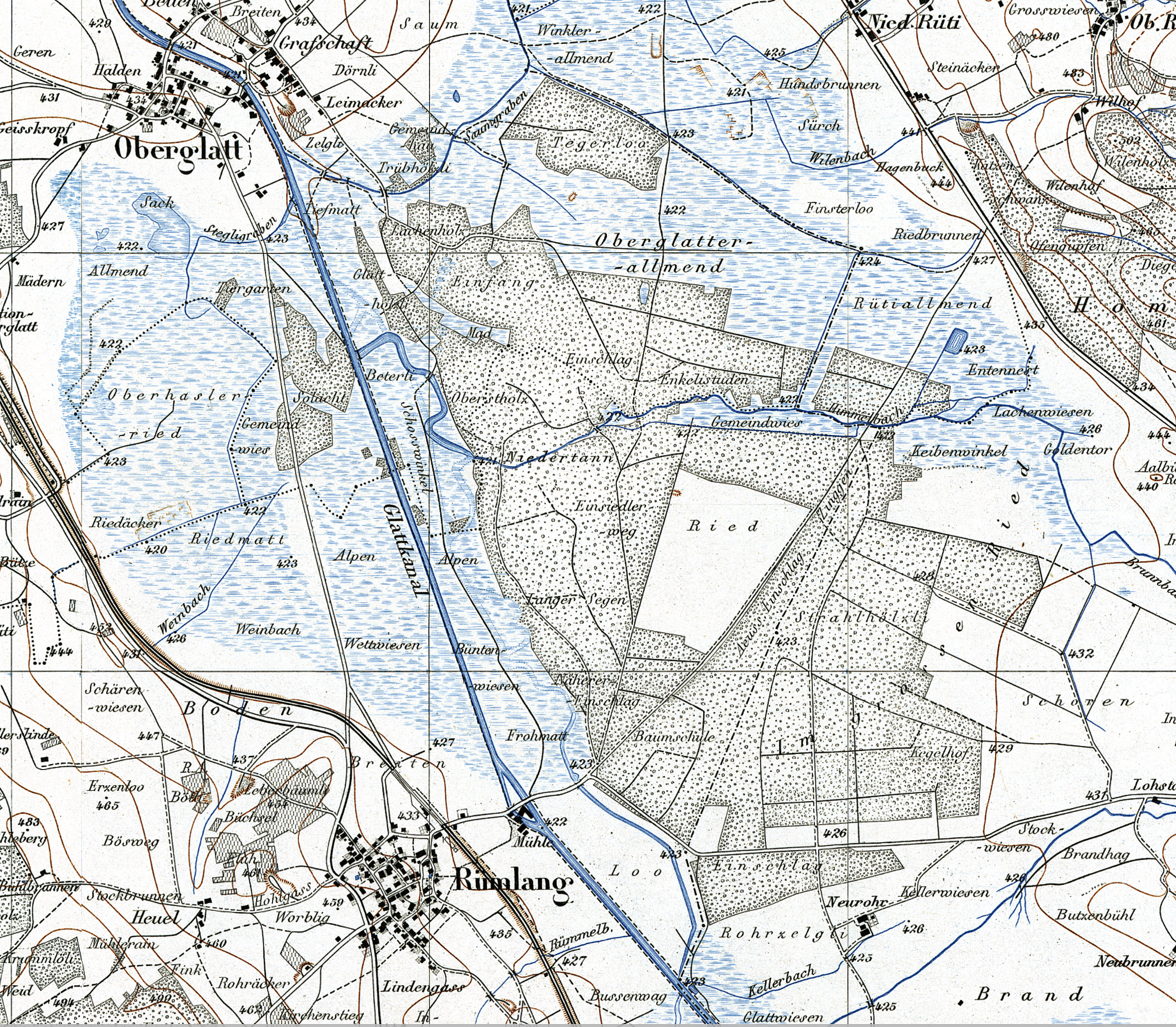
Karte der Moorlandschaft an der Glatt im frühen 20. Jahrhundert (Topographischer Atlas der Schweiz)

Fuss- und Fahrwege durchzogen seit Jahrhunderten das weite Moorgebiet und die Auwälder. Sie dienten für die Nutzung der Gemeindewiesen und Gehölze und standen auch fremden Passanten offen. Den Himmelbach konnte man auf mehreren Stegen überqueren. Einer davon gehörte zum historischen Pfad, der von Bülach aus die Sumpflandschaft der Oberglatter Allmend in südlicher Richtung durchquerte und das bewaldete Areal «Langensegen» im heutigen Schutzgebiet «Altläufe der Glatt» passierte; als «Einsiedler Weg» wurde die Strecke während Jahrhunderten von Pilgern aus Süddeutschland für die Wallfahrt zum Kloster Einsiedeln benützt.
Nach einem flussbaulichen Bericht über die Glatt von Hans Conrad Escher beschloss der Kleine Rat von Zürich 1812, den Flusslauf zu korrigieren. 1817 liess der Kanton die Mühle von Oberglatt abbrechen und 1822 kaufte er die Rümlangermühle, um danach den neuen, geraden Glattkanal mit einer Länge von 11 Kilometern bauen zu lassen. 1830 war das Wasserbauwerk fertig gestellt. Nach weiteren schweren Hochwassern führte der Kanton im späten 19. Jahrhundert eine zweite Glattkorrektion durch, wobei der Kanal vertieft und die Böschungen neben der Flusssohle mit einer Natursteinpflästerung als Uferschutz versehen wurden. Damit war aber die Gefahr von Überschwemmungen doch noch zu wenig abgewendet. Nach der Annahme des kantonalen Gesetzes über die Tieferlegung der Glatt in der Volksabstimmung vom 14. Juni 1936 konnte die Gewässerstruktur im Glatttal und die Entwässerung des Moorgebiets unterhalb von Kloten nochmals verbessert werden. Dabei wurde das Wasserwerk der Mühle von Rümlang aufgehoben. Das Flachmoor in der Ebene diente zeitweise als Zielgebiet für den Artillerieschiessplatz bei Kloten. In einer weiteren Etappe der Glattkorrektion wurde die Ebene um 1950 grossflächig entwässert und dazu die Sohle des Glattkanals nochmals um etwa einen Meter tiefergelegt. Dadurch konnte das Land östlich von Rümlang und Oberglatt für den Bau des Flughafens vorbereitet werden.

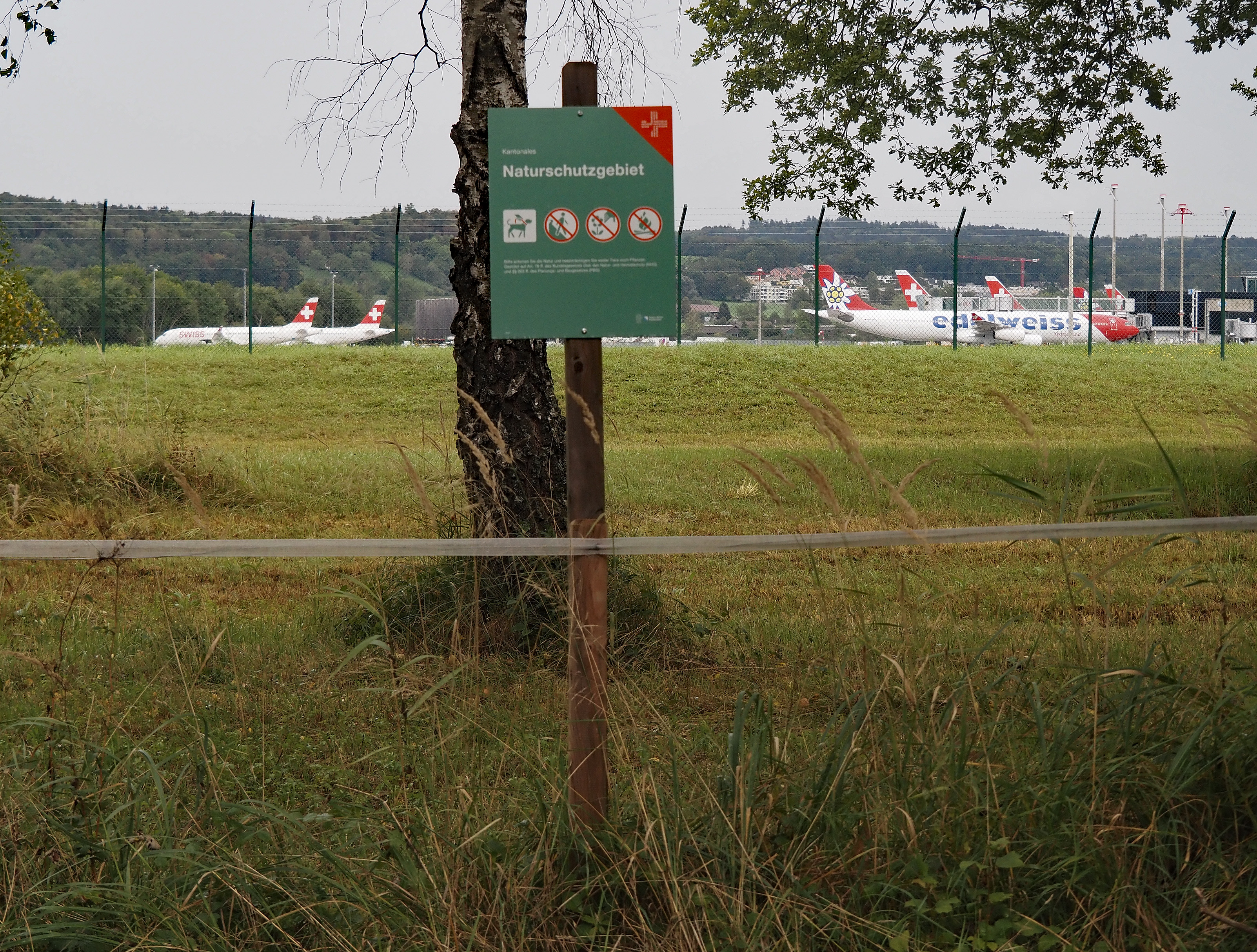
Naturschutz und Flughafen

Die Flurmeliorationen der Gemeinden im frühen 20. Jahrhundert und der etappenweise Ausbau des Flughafens Zürich-Kloten ab 1946 zerstörten etwa drei Viertel der vorher noch vorhandenen Feuchtgebiete mit Mooren, Wiesen und Wäldern. Das übrig gebliebene Areal an der Glatt im Winkel zwischen den Landebahnen 16/34 und 10/28 bildet das hier beschriebene Naturschutzgebiet. Auf der anderen Seite des Flughafens erstrecken sich beidseits der Landebahn 14/32 weitere national bedeutende Naturgebiete mit den wertvollen Flachmooren «Klotener Riet», «Winkler Allmend» und «Goldenes Tor/Rüti Allmend» und dem Amphibienlaichgebiet «Bachenbülacher Allmend/Waffenplatz».
Der Brunnbach, der von Kloten her die Ebene erreicht, bildete früher mit andern Gewässern und Drainagekanälen im Gebiet «Goldenes Tor» den Himmelbach, der als Grenzbach zwischen Rümlang und Oberglatt durch die Sumpflandschaft floss und im Ried «Schosswinkel/Peterli» in den Glattkanal mündete. Beim Bau des Flughafens wurde er anfänglich unter der Blindlandepiste 16/34 hindurchgeführt und einige Jahre später zum Entwässerungskanal in der Oberglatter Allmend umgeleitet und in der ehemaligen Winkler Allmend mit dem Saumgraben vereint. Die Mündung des Himmelbachs in die Glatt liegt heute an der «Tüfmatt» am Südrand des Dorfes Oberglatt. Bei der Verlängerung der Piste 16/34 um 1961 und dem Bau der Landebahn 14/32 um 1976 wurde der Bach im unteren Abschnitt eingedolt. Der ehemalige Unterlauf des Himmelbachs im Naturschutzgebiet «Altläufe der Glatt» verlandete und ist erst seit der Revitalisierung der Gewässer im Schutzgebiet um 1990 wieder geöffnet.
Bei der Flurmelioration von Oberglatt konnte die öffentliche Hand 1982 neue schutzwürdige Bereiche um die Altläufe der Glatt erwerben, die mit den Wiesen, Wäldern und Hecken für zahlreiche Tierarten wichtig sind. Um 1990 fanden im Schutzgebiet umfassende Untersuchungen über die Bodenverhältnisse und Flora und Fauna statt. Aufgrund eines Pflege- und Gestaltungskonzepts von 1991 liess der Kanton die Feuchtgebiete und Magerwiesen gezielt aufwerten. Die von Gehölzen befreiten Flachmoore werden seither regelmässig gemäht, auf einigen durch landwirtschaftliche Nutzung überdüngten Wiesen wurden nach dem Abtragen des Oberbodens auf die mageren Flächen gezielt gewünschte Pflanzen angesät und Räume für die spontane Entwicklung der Vegetation übrig gelassen, Stillgewässer wurden in den Rinnen der Altläufe neu angelegt und ausgewählte Waldflächen wieder vernässt. Seit 1986 prüft die kantonale Fachstelle Naturschutz als Erfolgskontrolle an gewissen Standorten regelmässig den Zustand der Vegetation.

## Schutzgebiete
Die Naturlandschaft bei Rümlang und Oberglatt weist eine mosaikartige Struktur unterschiedlicher Lebensräume auf, die als Biotope mit verschiedenen Umweltbedingungen für zahlreiche Pflanzen und Tiere nützlich sind. Wegen der vielfältigen natürlichen Qualitäten ist das Gebiet an den Altläufen der Glatt auch in mehreren Bundesinventaren erfasst, die der Bundesrat, gestützt auf das Bundesgesetz über den Natur- und Heimatschutz (NHG) vom 1. Juli 1966, in Kraft setzte. Die sich teilweise überlappenden Flächen sind in der Weltdatenbank der Schutzgebiete (WDPA) als einzelne Biotop- und Artenschutzgebiete ausgewiesen.
Mit der Bezeichnung Naturschutzgebiet «Oberglatt» ist der Raum beidseits der Glatt unter den Auengebieten mit nationaler Bedeutung aufgeführt (WDPA-ID: 347637).
Das Naturreservat «Glattaltlaufgebiet Schlosswinkel-Peterli-Solachten» gehört zu den national bedeutenden Amphibienlaichgebieten (WDPA-ID: 347835).
In den Feuchtgebieten entlang der ehemaligen Altläufe der Glatt haben sich Moore entwickelt, die mit den beiden separaten Naturschutzgebieten «Schlosswinkel/Peterli» (WDPA-ID: 166487) und «Gstöck/Ifang» (WDPA-ID: 166492) im Bundesinventar der Flachmoore von nationaler Bedeutung ausgewiesen sind.
Im nördlichen Abschnitt des Schutzgebiets liegt eine kleine Hügellandschaft mit verhältnismässig trockenen Böden und einer daran angepassten Vegetation, die – als in der Region seltenes Biotop dieser Art – im Bundesinventar der Trockenwiesen und -weiden von nationaler Bedeutung (TWW) unter der Bezeichnung «Naturschutzgebiet Tüfmatt» aufgeführt ist (WDPA-ID: 399185).
Schliesslich gehört zu den besonders geschützten Bereichen der Wald im Gebiet Solacht, zwischen der Glatt und der Rümlangstrasse, der unter der Bezeichnung «Feuchtgebiet Giessen/Solachten» (zusammen mit anderen Flächen) durch eine Verordnung der Direktion der öffentlichen Bauten des Kantons Zürich vom 10. Juli 1986 als Naturwaldreservat und «Naturschutzgebiet mit überkommunaler Bedeutung» geschützt ist.
Kantonal ist das Gebiet auf 145 Hektar unter dem Namen «Glatt-Altläufe» im Inventar der Landschaftsschutzobjekte verzeichnet und ihr somit als «besonders schöne und charakteristische Zürcher Landschaft» einen besonderen Wert zugeschrieben. Ergänzend zum Naturschutzobjekt «Glattaltläufe» im Natur- und Landschaftsschutzinventar 1980 wurde das Gebiet 2022 im auch als Landschaftsschutzobjekt erfasst.

## Bilder

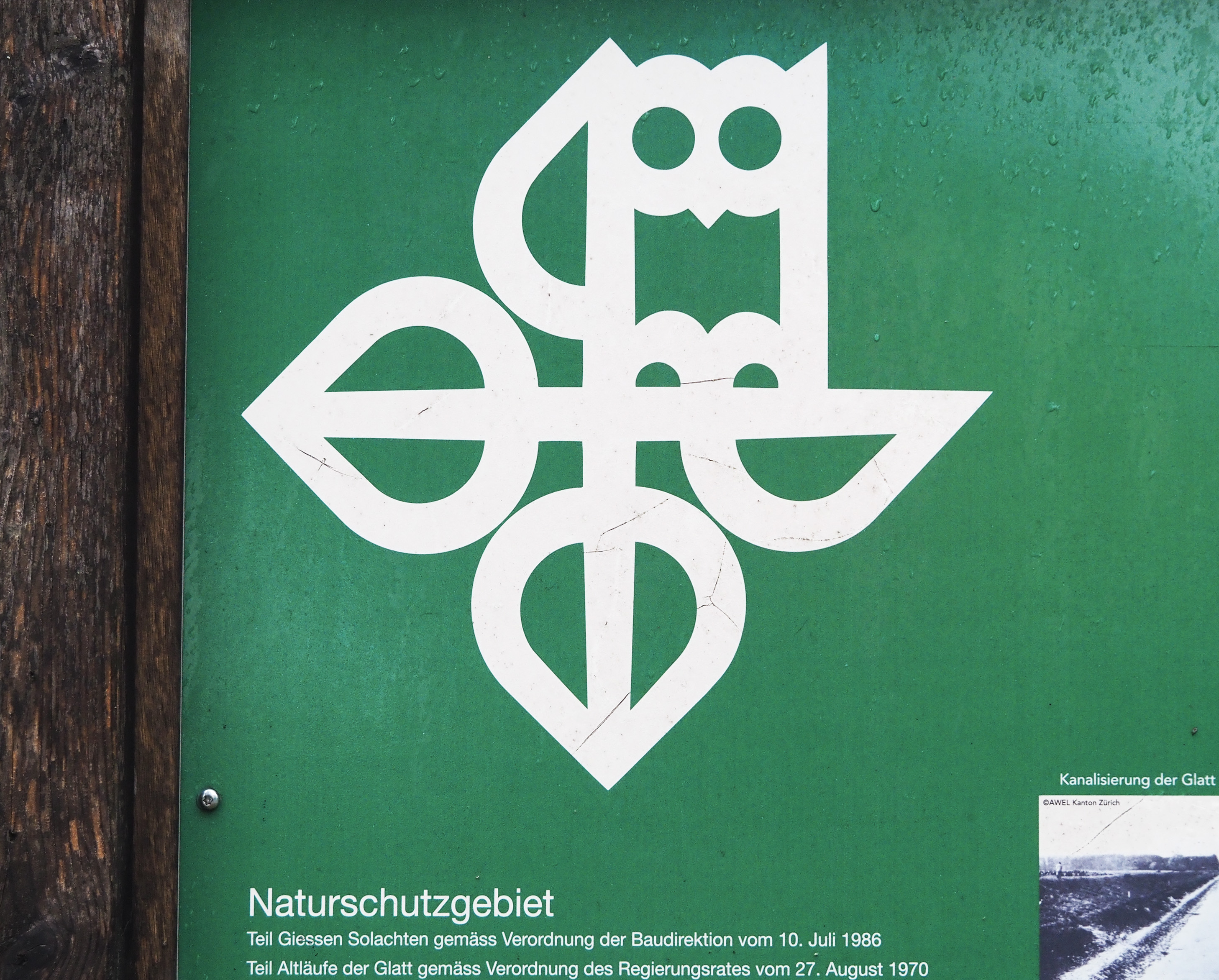
Signet Naturschutzgebiet Altläufe der Glatt
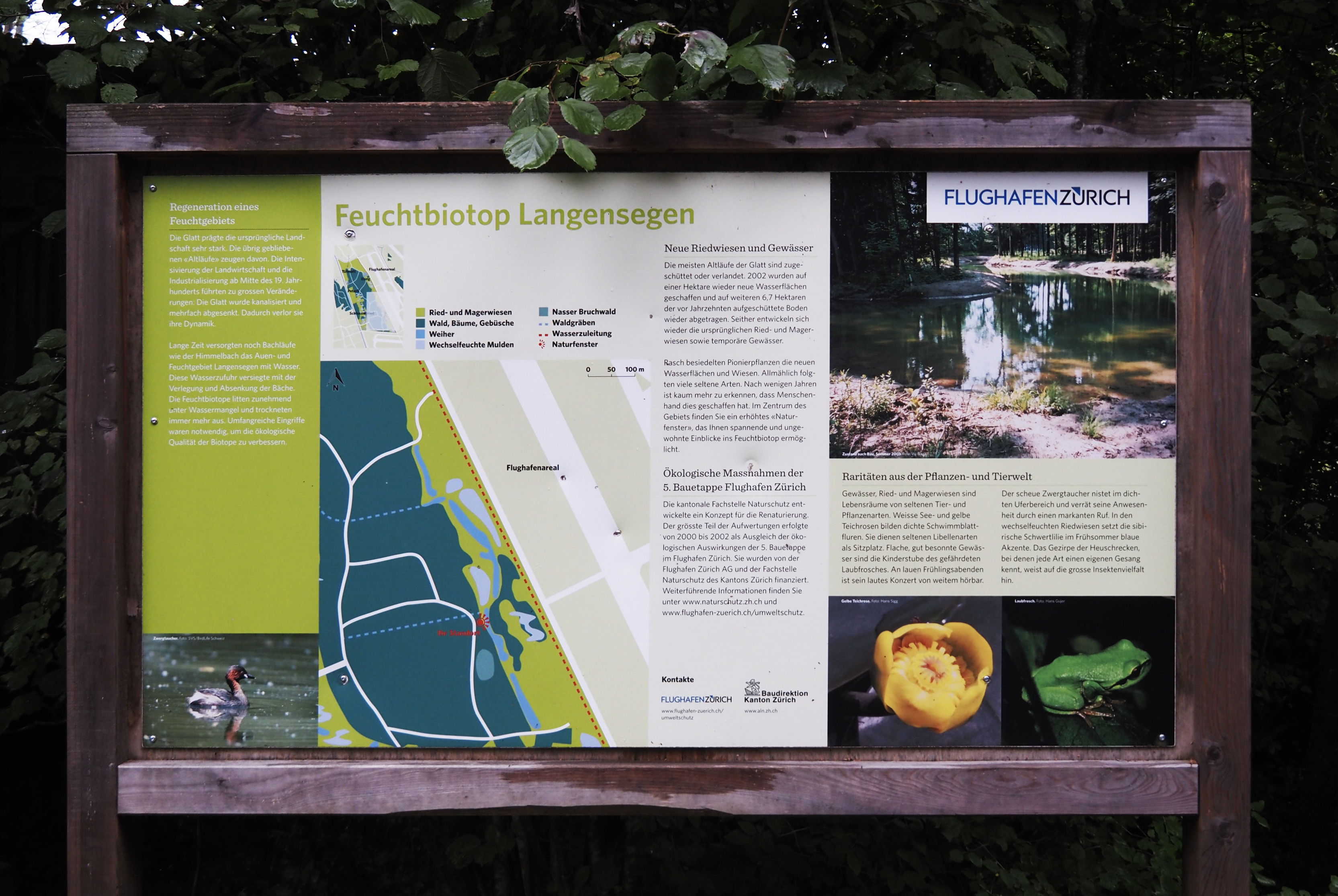
Pflege des Gebiets «Langensegen», Baudirektion des Kantons Zürich und Flughafen Zürich AG
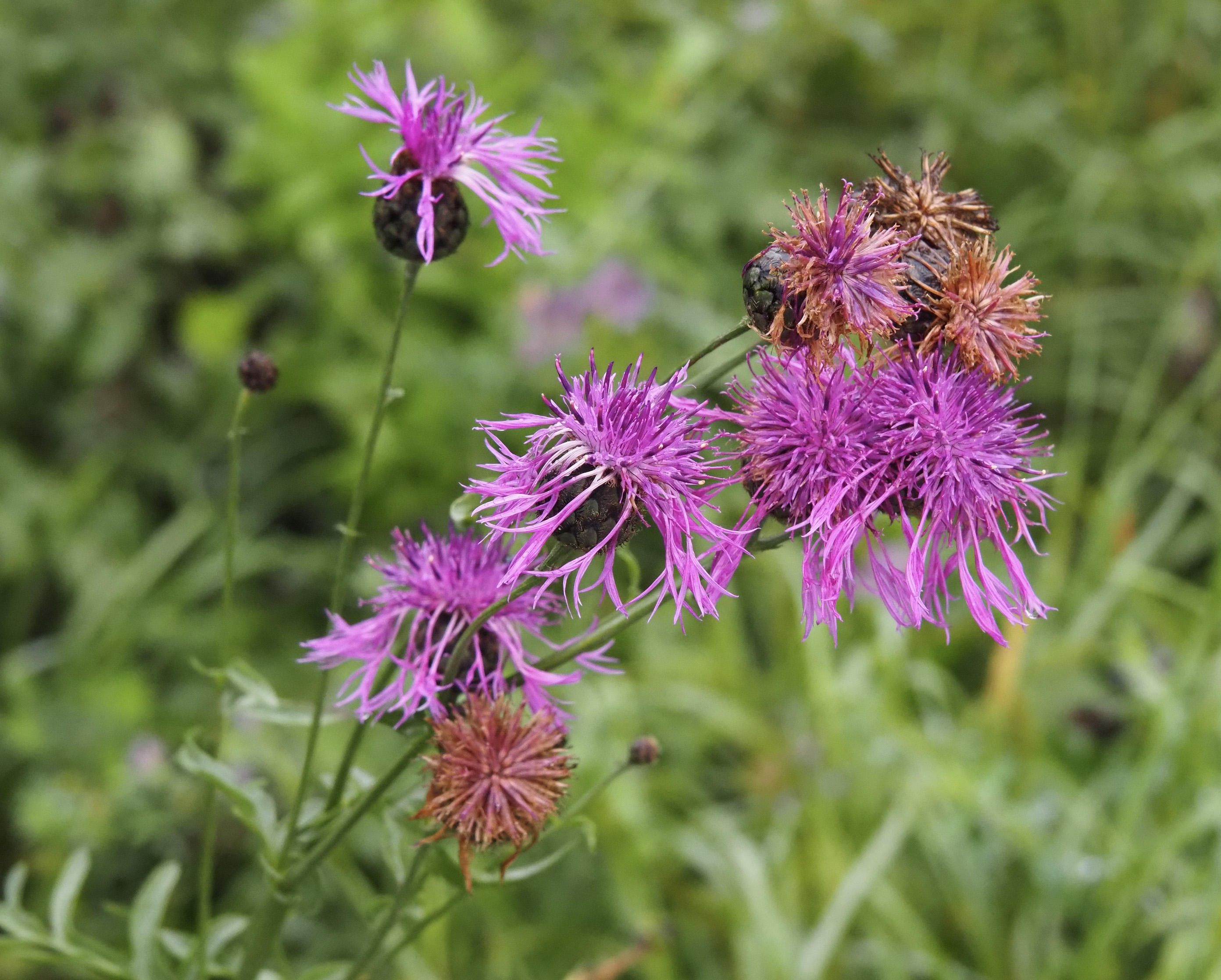
Wiesenflockenblume (am Glattkanal)
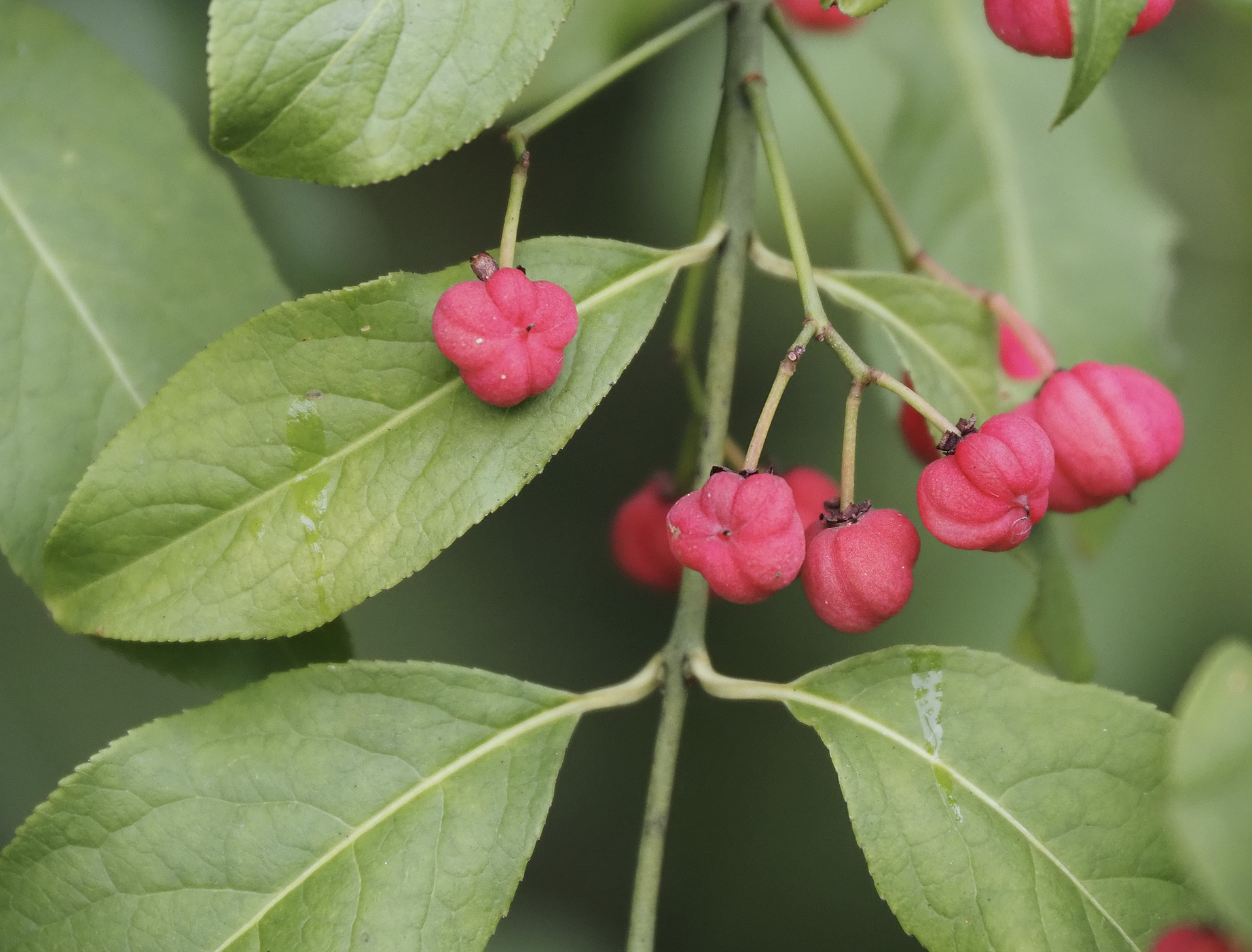
Pfaffenhütchen (am Glattkanal)
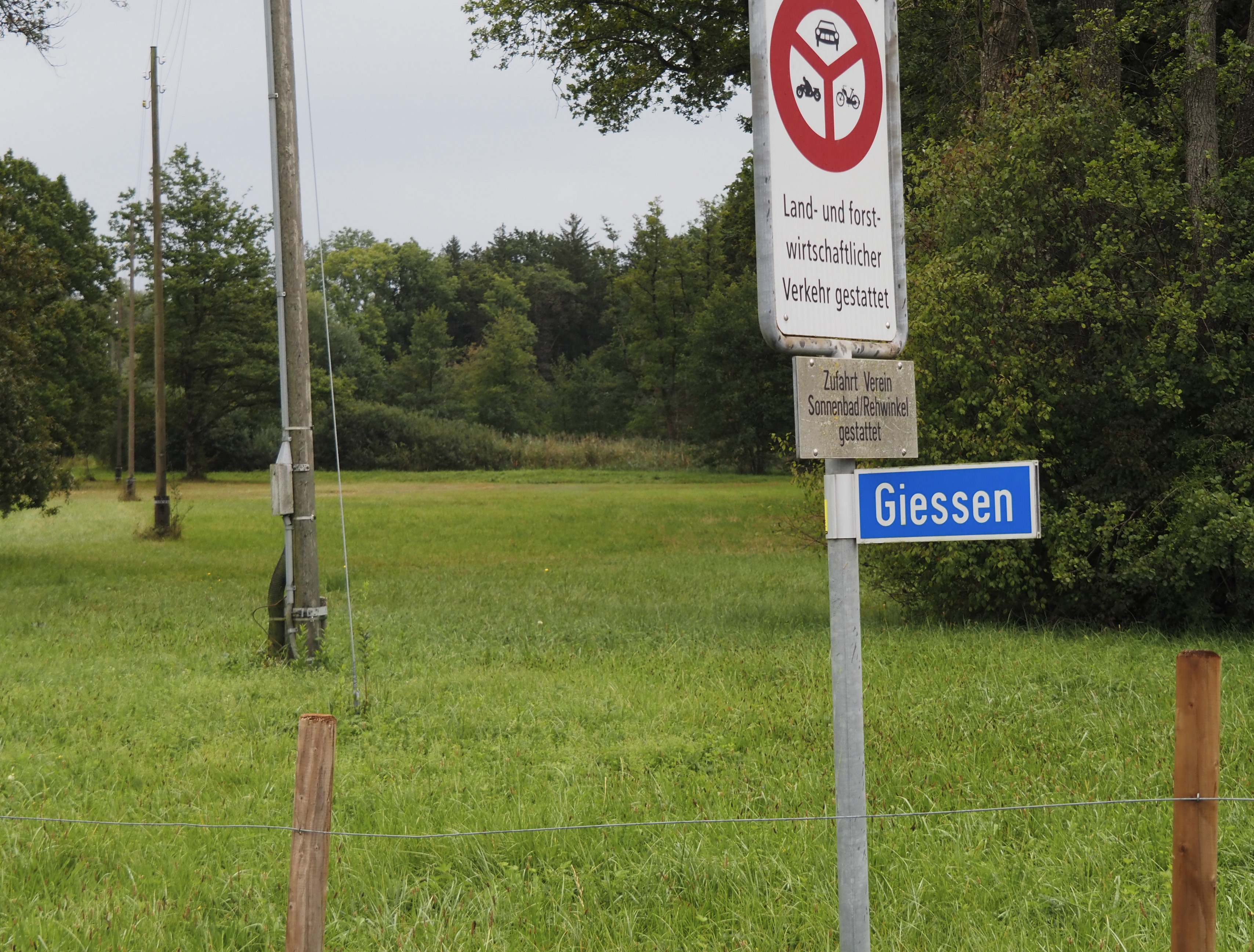
Flachmoor «Giessen»
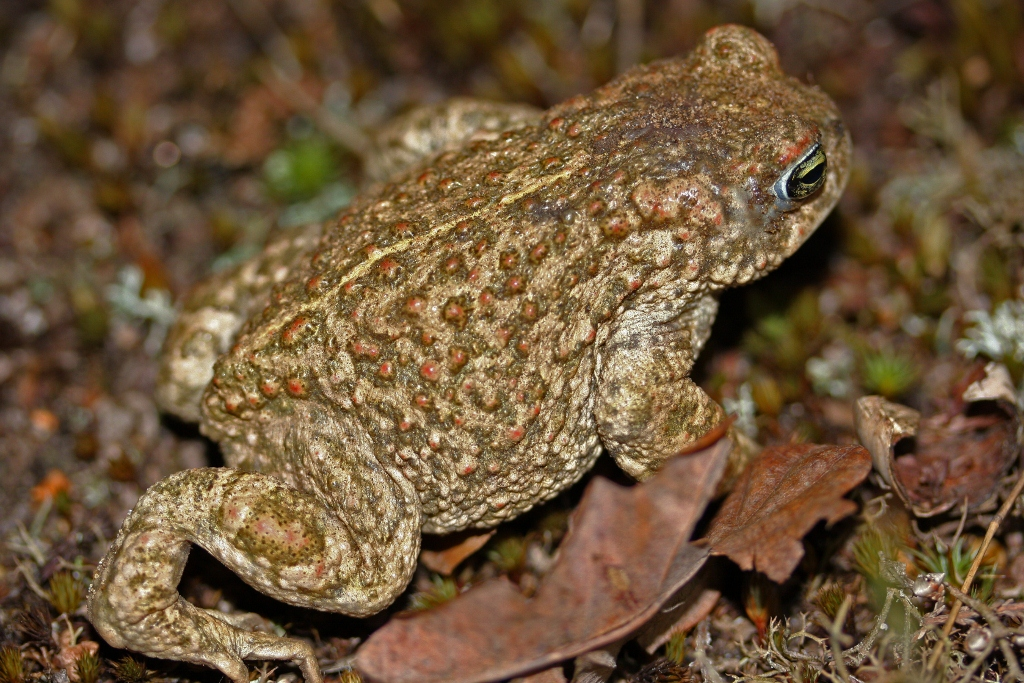
Kreuzkröte
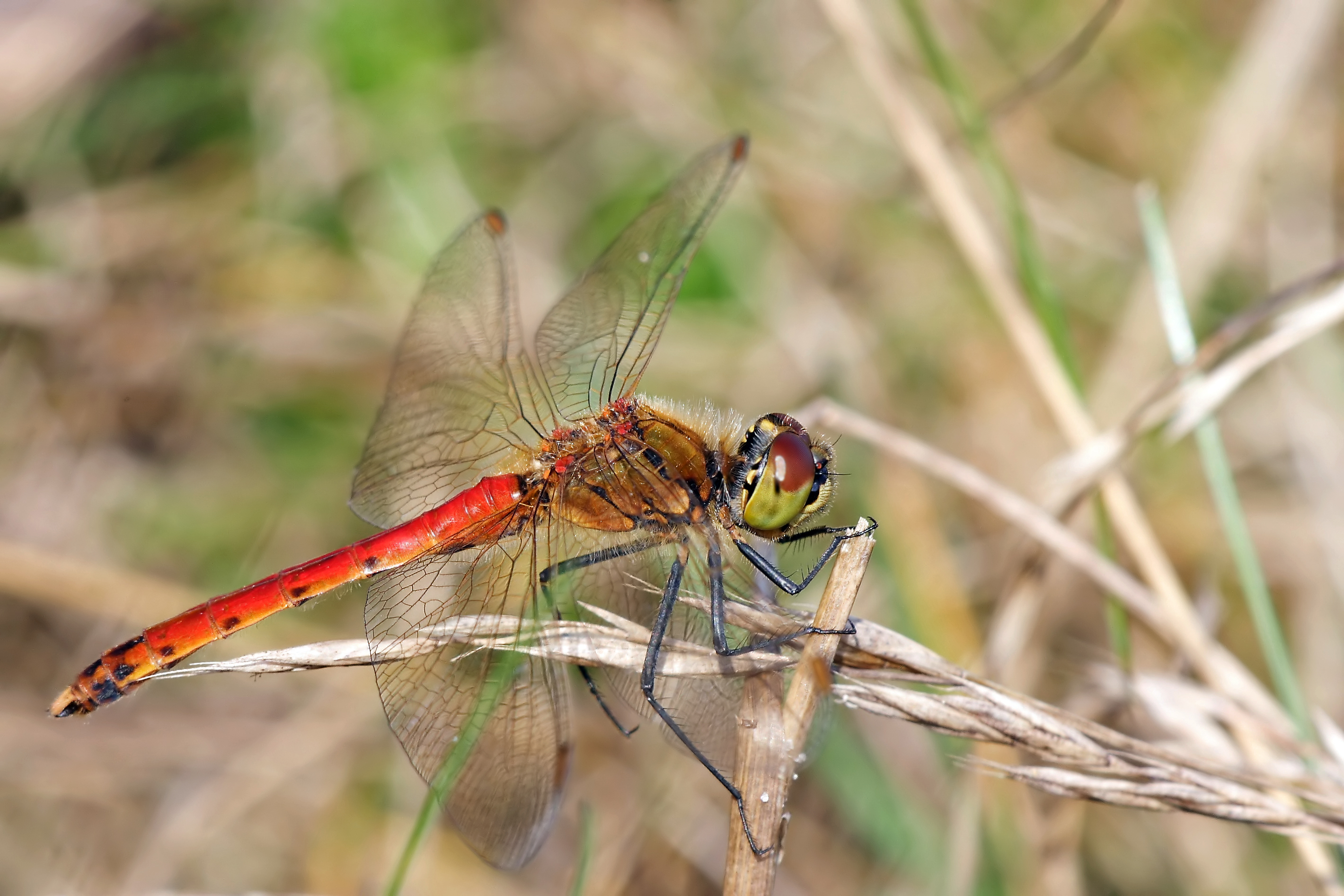
Sumpf-Heidelibelle
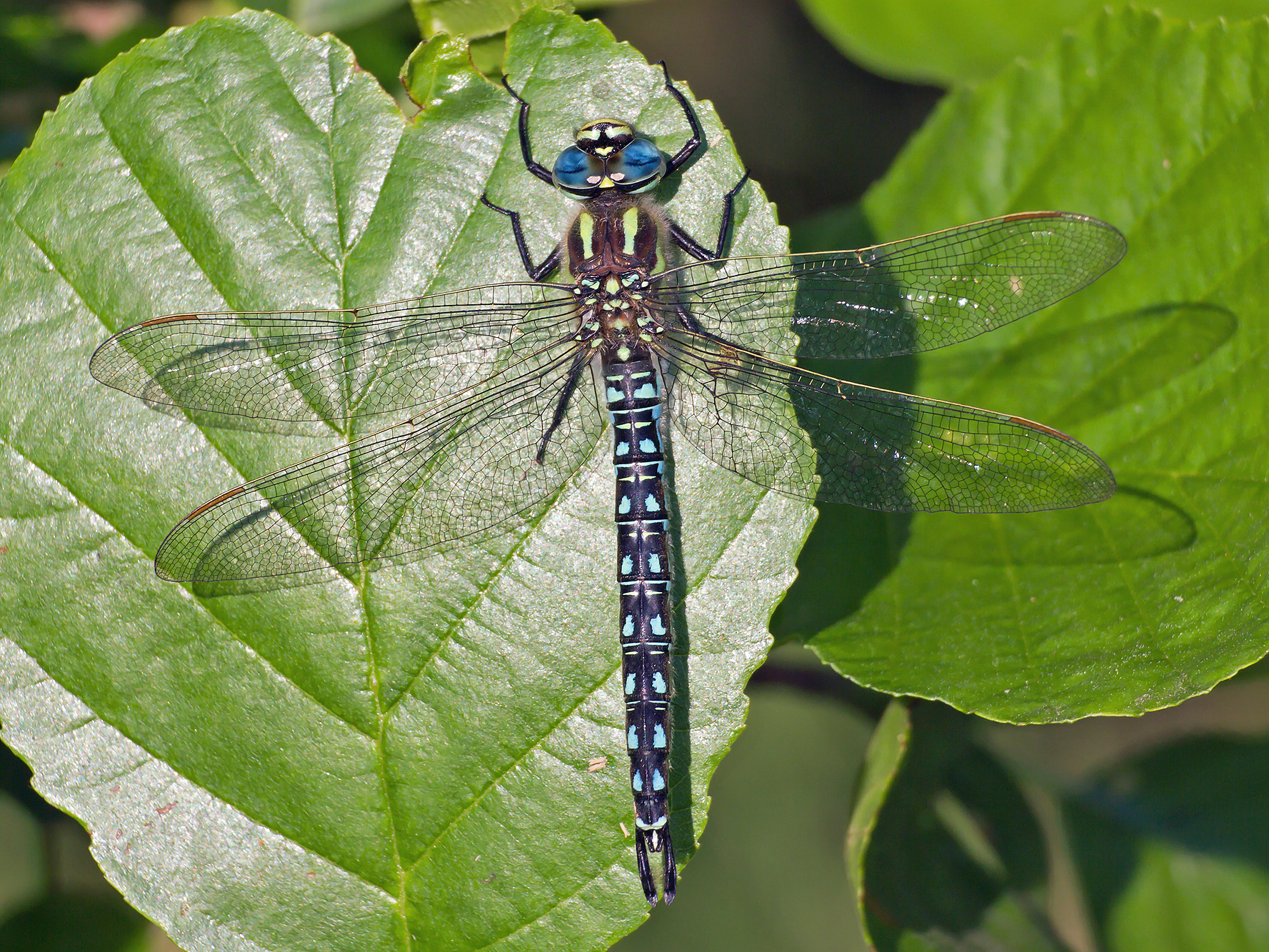
Früher Schilfjäger

## Flora und Fauna
Die Gewässer, Flachmoore, Riedwiesen und Wälder des Schutzgebiets beherbergen verschiedene Lebensgemeinschaften von teils seltenen Pflanzen und Tieren. Hecken, Altholz und Steinhaufen ergänzen die strukturreichen Biotope, die gerade auch Vögeln eine geeignete Umgebung bieten. Zu den seltenen, an den Altwassern der Glatt lebenden Tierarten zählen etwa der Mittelspecht, der Grauspecht, der Feldschwirl, der Mauersegler, die Schwanzmeise, der Zwergtaucher, der Eisvogel, der Teichrohrsänger, die Rohrweihe und der Pirol.
Für Reptilien und Amphibien ist das ausgedehnte Gebiet an der Glatt mit Wäldern, Wiesen und Feuchtgebieten ein guter Rückzugsort mit Verstecken und Sonnenplätzen. Nachgewiesen sind Waldeidechsen, Blindschleichen, Zauneidechsen und Ringelnattern. Gemäss dem Bundesinventar der Amphibienlaichgebiete von nationaler Bedeutung leben im Gebiet Schlosswinkel-Peterli-Solachten der Bergmolch, die Kreuzkröte, der Laubfrosch, der Wasserfrosch und der Grasfrosch. Schwimmblattfluren auf den Weihern schützen die Wasserbewohner vor Fressfeinden.
Die Insektenfauna im Gebiet ist artenreich. Neben Libellenarten wie der Sumpf-Heidelibelle und dem Frühen Schilfjäger und Schmetterlingen ist an den Glatt-Altwassern auch der Bestand an Heuschrecken bedeutend.
Mehrere Säugetierarten wie das Reh, der Feldhase, der Fuchs, der Dachs, das Hermelin, das Mauswiesel, der Igel, der Steinmarder, der Iltis und das Wildschwein leben in der Naturzone oder benützen sie auf der Futtersuche. Für die Ansprüche einiger Arten an den Lebensraum ist der isolierte Landschaftsausschnitt, der ziemlich weit von den nächsten Waldgebieten entfernt ist, nicht gut vernetzt.

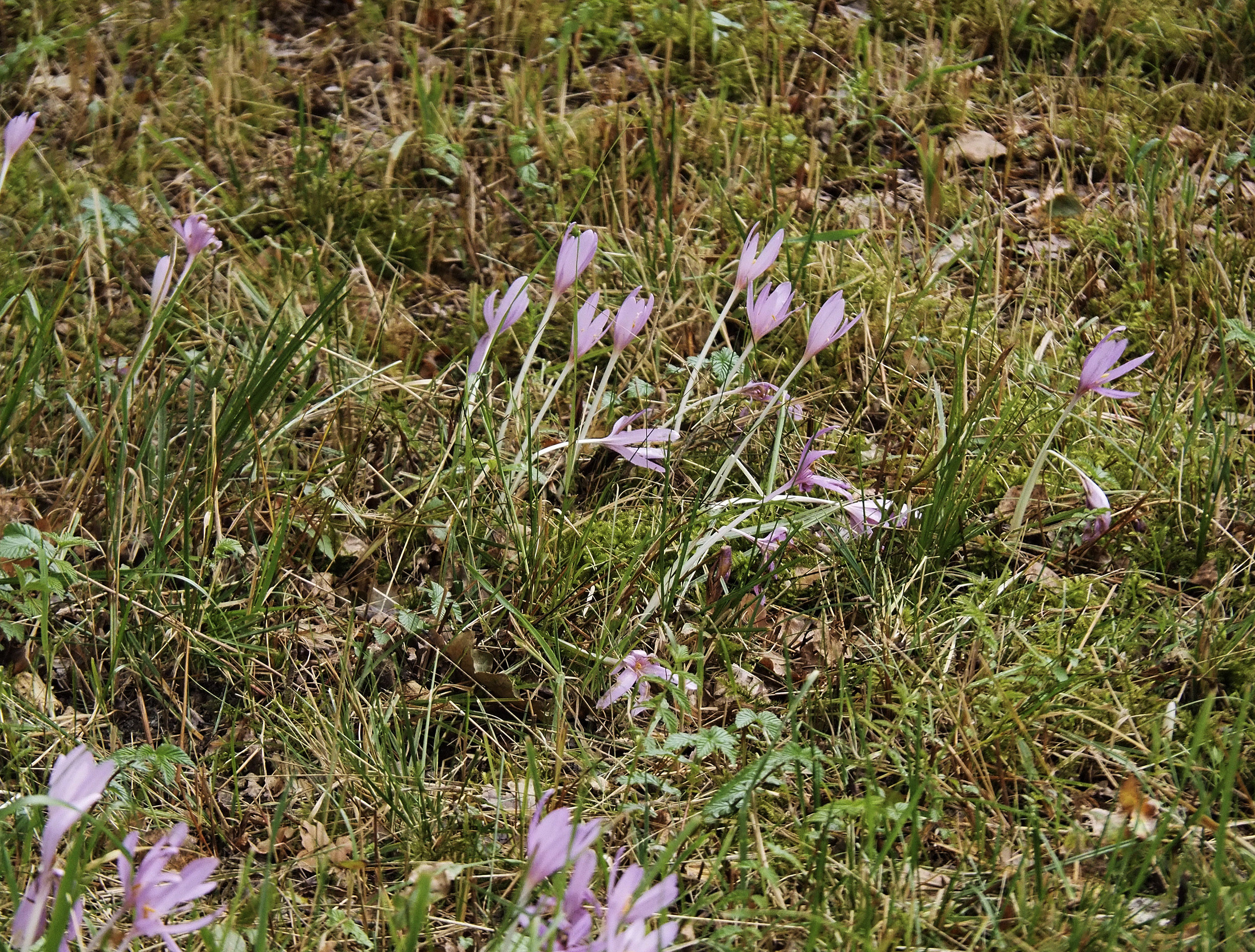
Herbstzeitlosen im Gebiet «Giessen»

Die seit 1976 durchgeführten Feuchtgebietskartierungen im Gebiet bei Rümlang und Oberglatt dokumentierten den Pflanzenbestand in den wertvollen Flachmoor-Biotopen. Die Vegetation an den Feuchtstandorten ist durch Pfeifengraswiesen und Grossseggenried geprägt. Auf den Riedwiesen blühen im Frühling die Sibirische Schwertlilie und später im Jahr die Herbstzeitlose, in den Tümpeln im Sommer der Wasserschlauch.
Auf den Trockenwiesen  mit teils humusarmer Ruderalvegetation in der Tüfmatt kommen neben anderen Pionierpflanzen etwa auch das Weidenblättrige Ochsenauge, die Knäuel-Glockenblume, die Kartäusernelke, der Färber-Ginster und der Blutrote Storchschnabel vor. In einem Bereich, wo zur Revitalisierung der Humus entfernt wurde, begann der Knoblauch-Gamander wieder zu keimen.
Die offenen Flächen im Schutzgebiet «Altläufe der Glatt» dienten als Studiengebiet für bodenkundliche Untersuchungen zur Entwicklung nährstoffarmer Wiesen. Die bisher verbreitet von Fichten dominierten Waldflächen entwickeln sich dank der Pflegemassnahmen allmählich zu einem für die Biodiversität optimalen ausgelichteten Laub-Mischwald.

## Schutzziele
Die Verordnung der Direktion der öffentlichen Bauten des Kantons Zürich vom 10. Juli 1986 fasst den für das Gebiet geltenden Zweck so zusammen:
«Das Schutzziel ist die umfassende und ungeschmälerte Erhaltung der wertvollen Feuchtgebiete und Trockenstandorte einschliesslich ihrer Umgebung als Lebensräume für seltene und geschützte Tier- und Pflanzenarten, Tiergemeinschaften und Pflanzengesellschaften sowie als prägende Landschaftselemente.»